# Trần Thuận Tông
Trần Thuận Tông (chữ Hán: 陳順宗 1377 – 30 tháng 4 năm 1400) là vị hoàng đế thứ 12 và cũng là hoàng đế áp chót của triều Trần nước Đại Việt. Ông trị vì từ năm 1388 đến khi bị ép nhường ngôi năm 1398.
Thuận Tông nguyên là con út của Thượng hoàng Trần Nghệ Tông, có tước Chiêu Định vương. Năm 1388, Thượng hoàng nghe lời người họ ngoại là Thái sư Lê Quý Ly bức tử vua Trần Phế Đế (cháu gọi Nghệ Tông bằng bác), lập con mình là Chiêu Định vương lên ngôi. Thuận Tông ở ngôi 11 năm nhưng chỉ ngồi giữ ngôi, chưa bao giờ nắm thực quyền trị nước. Mọi việc trong ngoài đều do Nghệ Tông an bài. Tuy nhiên trên thực tế, những ý kiến sắp đặt đó đều chịu ảnh hưởng từ Lê Quý Ly. Quý Ly, nhờ sự chống lưng của Nghệ Tông, đã cứng rắn loại bỏ những người chống đối, trong đó có nhiều thân vương, sĩ phu. Bên ngoài, triều đình phải đối mặt với nhiều cuộc khởi nghĩa của dân chúng và sự xâm lược của Chiêm Thành, tình hình chỉ tạm yên năm 1390 khi tướng Trần Khát Chân đánh tan quân Chiêm ở Hải Triều. Vua Chiêm Chế Bồng Nga chết tại trận.
Năm 1394, Thượng hoàng băng, Lê Quý Ly nắm toàn bộ quyền bính, ép Thuận Tông dời đô từ Thăng Long về Tây Đô, đồng thời thực hiện một số cải cách về khoa cử, ruộng đất, tài chính. Năm 1398, Quý Ly ép Thuận Tông nhường ngôi cho Thái tử An (2 tuổi) rồi đi tu Đạo giáo, đến năm 1400 sai người giết Thuận Tông. Một năm sau cái chết của Thuận Tông, Quý Ly chính thức phế bỏ nhà Trần, lập ra triều Hồ.

## Thân thế
Trần Thuận Tông tên thật là Trần Ngung (陳顒), là con út của Trần Nghệ Tông, không rõ mẹ là ai. Ông sinh ra vào thời vua Trần Phế Đế; Nghệ Tông lúc này đã làm Thái thượng hoàng. Ông được Nghệ Tông phong là Chiêu Định Vương (詹定王). Minh thực lục gọi ông là Trần Nhật Hỗn (陳日焜).

## Cai trị

### Quyền lực rơi vào tay Quý Ly
Năm 1372, vua Trần Nghệ Tông nhường ngôi cho em là Trần Kính, tức vua Trần Duệ Tông, Nghệ Tông làm Thái thượng hoàng. Năm 1377, vua Duệ Tông đi đánh Chiêm Thành bị thua chết. Thượng hoàng lập con Duệ Tông là Trần Phế Đế lên ngôi. Năm 1388, do Phế Đế muốn trừ khử Quý Ly, Quý Ly xui Nghệ Hoàng phế bỏ. Ngày 6 tháng 12, Nghệ Hoàng lập ông lên ngôi, xưng làm Nguyên Hoàng (元皇).
Hồ Quý Ly tiếp tục chuyên quyền, sau khi gả con gái là Hồ Thánh Ngâu (黎聖偶) cho ông lại gài tay chân thân tín nắm giữ những chức vụ then chốt trong quân đội và trong triều đình, khiến cho triều đình nằm cả trong tay Quý Ly.

### Chiến tranh và bất ổn trong nước
Người ở Thanh Hóa theo Nguyễn Thanh làm loạn, người ở Nông Cống là Nguyễn Kỵ cũng tụ họp bè đảng đi cướp. Đáng chú ý nhất là nhà sư Phạm Sư Ôn ở Quốc Oai, Sơn Tây đã khởi binh tiến đánh kinh sư khiến cho Nghệ Hoàng và Thuận Tông cùng triều đình bỏ chạy lên Bắc Giang. Phạm Sư Ôn giữ kinh đô 3 ngày rồi rút về Quốc Oai, sau bị tướng Hoàng Phùng Thế đánh, bắt được.
Năm 1389, chúa Chiêm Thành là Chế Bồng Nga đem quân đánh Đại Việt, Nghệ Hoàng sai Quý Ly và Nguyễn Đa Phương đi đánh nhưng đánh không thắng. Năm 1390, Thượng tướng Trần Khát Chân được Thượng hoàng sai đi đánh Chiêm, đem binh đóng ở Hải Triều (vùng Hưng Nhân,Thái Bình và Tiên Lữ, Hưng Yên). Chế Bồng Nga đi thị sát trận địa, hàng tướng của Chiêm Thành cho Khát Chân biết dấu hiệu thuyền của Chế Bồng Nga. Khát Chân cho quân tập trung mọi loại vũ khí bắn vào thuyền đó, giết được Chế Bồng Nga, quân Chiêm đại bại, hai người con của Chế Bồng Nga về hàng Đại Việt, được triều đình trọng dụng.
Họa xâm lấn của Chiêm Thành tạm yên, Hồ Quý Ly càng lộng hành, những người không ăn cánh đều bị Quý Ly xúi bẩy Nghệ Hoàng giết hại, trong đó có nhiều hoàng tử thân vương. Sĩ phu có người dâng sớ tâu với Nghệ Hoàng mưu đồ dòm ngó cơ nghiệp nhà Trần của Quý Ly thì Nghệ Hoàng lại đem cho Quý Ly xem, từ đó không ai dám tâu bày gì nữa.
Đến ngày 15 tháng 12 năm 1395, Nghệ Hoàng chết, Hồ Quý Ly lên làm Nhập nội phụ chính Thái sư bình chương quân quốc trọng sự, tự xưng làm Tuyên Trung Vệ Quốc Đại Vương (宣忠衛國大王), đeo lân phù vàng.

### Hồ Quý Ly chi phối triều chính
Thuận Tông Hoàng đế lên ngôi còn nhỏ tuổi, mọi việc trong ngoài đều không nắm được, tất cả đều do Nghệ Hoàng quyết định. Sau khi Nghệ Hoàng băng, Hồ Quý Ly nhân đó lãnh quyền lực tối cao. Hồ Quý Ly cho chép thiên Vô dật trong Kinh thư, có ý khuyên Hoàng đế không nên nhàn rỗi mà phải lo nghiên cứu học tập, sửa mình.
Năm 1396, Thuận Tông Hoàng đế xuống chiếu định lại cách thi cử nhân, dùng thể văn bốn kì thay cho thể ám tả cổ văn. Cụ thể là:
- Kì 1: thi một bài kinh nghĩa trên 500 chữ.
- Kì 2: thi một bài Đường luật, một bài phú trên 500 chữ.
- Kì 3: thi một bài chiếu chữ Hán, một bài chế, một bài biểu.
- Kì 4: thi một bài văn sách trên 1000 chữ.

Thuận Tông lại cho phát hành tiền giấy, lệnh cho mọi người đem tiền đồng đến quy đổi, 1 quan tiền đồng được 1,2 quan tiền giấy.
Năm 1397, Hồ Quý Ly ép Thuận Tông rời đô về An Tông phủ Thanh Hóa. Nguyễn Nhữ Thuyết có thư can rằng: "An Tôn là đất chật hẹp hẻo lánh, cuối nước đầu non, nên với loạn mà không nên với trị, chỉ cậy hiểm được thôi". Nhưng Quý Ly không nghe, quyết định dời đô, đổi trấn Thanh Hóa thành Thanh Đô (清都), trấn Quốc Oai thành Quảng Oai, Đà Giang thành Thiên Hưng, định quan chức ở các lộ, phủ, bổ nhiệm các chức tổng quản, thái thú.
Lê Quý Ly còn hạ lệnh cho các lộ phủ đặt học quan, cho ruộng công theo thứ bậc khác nhau chi phí cho nhà học, hạn chế ruộng đất tư hữu, trừ các đại vương và trưởng công chúa, còn lại chỉ có số nhất định, thừa nộp cho nhà nước. Tình hình phương Nam lúc này cũng tạm ổn do các tướng Chiêm, trong đó có Chế Đa Biệt đem cả nhà sang hàng.

### Bị ép nhường ngôi
Năm 1398, Hồ Quý Ly ép Thuận Tông ngường ngôi cho Thái tử Trần An, lên làm Thái thượng hoàng và khuyên ông đi tu theo Đạo giáo. Chiếu nhường ngôi viết:
Trẫm trước vốn mộ đạo, không có bụng làm vua, không có đức mà tạm giữ ngôi thực khó làm nổi. Huống chi bệnh thần kinh thường phát ra, thờ cúng và chính sự đều không làm được. Lời thề nguyền trước trời đất quỷ thần đều nghe. Nay nên nhường ngôi để vững nghiệp lớn, Hoàng thái tử Án có thể lên ngôi hoàng đế. Phụ chính Thái sư Lê Quý Ly là Quốc tổ Nhiếp chính. Trẫm tự làm Thái thượng Nguyên quân Hoàng đế, tu dưỡng ở cung Bảo Thanh để thỏa chí xưa.
Thái tử An lên ngôi, tức là Trần Thiếu Đế, mẹ là Khâm Thánh Hoàng hậu trở thành Hoàng thái hậu. Thuận Tông Hoàng đế được tôn hiệu là Thái Thượng Nguyên quân Hoàng đế (太上元君皇帝).

## Qua đời
Năm 1398, sau khi nhường ngôi cho con Hồ Quý Ly ép Thuận Tông phải đi tu đạo ở quán Ngọc Thanh, thôn Đạm Thủy. Vào ngày 30 tháng 4, năm 1400, sau khi lên ngôi chưa lâu thì Quý Ly lại mật sai Nội tẩm học sinh Nguyễn Cẩn đi theo để giám sát vua cũ ở quán Ngọc Thanh là chỗ ông tu hành. Sau đó Quý Ly làm bài thơ bảo Cẩn đưa cho ông, với 4 câu:
Tiền hữu dung ám quân,
Hôn Đức cập Linh Đức.
Hà bất tảo an bài,
Đồ sử lao nhân lực.
Dịch là:
Trước đó vua hèn ngu,
Hôn Đức và Linh Đức
Sao không sớm liệu đi,
Để cho người nhọc sức?
Cẩn bèn dâng thuốc độc. Thuận Tông không chết, lại dâng nước dừa và không cho ăn mà vẫn không chết. Sau đó Hồ Quý Ly sai tướng Phạm Khả Vĩnh thắt cổ ông chết và chôn ông ở lăng Yên Sinh, miếu hiệu là Thuận Tông. Năm đó ông mới 23 tuổi. Cuộc đời của ông được nhận xét là khá giống với vua Lý Huệ Tông khi chính ông đã bị Đại thần bức tử chết.
Sử thần Lê Tung thời Lê Tương Dực đã nhận xét Trần Thuận Tông trong bài Đại Việt Thông giám Tổng luận:
| “         | Thuận Tông theo lệnh của quyền thần, ngồi giữ ngôi không, công việc ở Kim Âu chưa xong, yến tiệc ở Thạch Thành đương nồng mà các công hầu bị giết. Núi Chí Linh (Trần Nguyên Đán) về ở ẩn, khiến cho tên Mỏ đỏ hoành hành, sau rốt bức hại vua ở Ngọc Thanh quán. | ” |
| — Lê Tung | |   |